# Palcie tylko „Sporty”. Nagrania archiwalne z lat 1965–1966
Palcie tylko „Sporty”. Nagrania archiwalne z lat 1965–1966 – album kompilacyjny zawierający komplet nagrań zespołu Kawalerowie. Płyta ukazała się nakładem wydawnictwa Kameleon Records.
Pierwszą, zasadniczą część płyty stanowi szesnaście utworów nagranych przez grupę podczas kilku, radiowych sesji nagraniowych. Dwanaście z nich ukazał się na trzech czwórkach (EP), zaś trzy miały swa premierę dopiero po latach. Utwór pt. Beczka ma swoją premierę po raz pierwszy, na tym krążku.
We własnej twórczości zawartej w tych utworach zespół wyraźnie skłania się ku rhythm and bluesowi spod znaku The Kinks, The Animals, czy The Yardbirds. Ostry, garażowy styl Kawalerów to zdecydowanie gitarowe, surowe brzmienie, ubarwiane gdzieniegdzie partiami instrumentów klawiszowych.
Pozostała część płyty to popowe utwory, w których muzycy grupy towarzyszyli innym wykonawcom. Znajduje się tutaj także przebój Michałą Hochmana pt. Konik na biegunach.
Wszystkie utwory pochodzą z oryginalnych, radiowych taśm matek i zostały na nowo zremasterowane.  

## Lista utworów[1][3]
1. „Palcie tylko Sporty” – 3:03
2. „Jeszcze nie wiem nic o tobie” – 2:24
3. „Od dzisiaj znów zaczniemy marzyć” – 2:02
4. „Dwudziesty pierwszy raz” – 2:38
5. „Małgorzato, jeśli chcesz” – 2:21
6. „Piosenka o dziewczynach” – 2:44
7. „Gwiazdy” – 2:39
8. „Słońce w dłoni” – 2:35
9. „Nigdy już nie wołaj mnie” – 2:12
10. „Nie wiem gdzie cię szukać” – 2:46
11. „Ej, stary” – 1:48
12. „Czemu chodzisz z głową w niebie” – 2:25
13. „Ja wiem co to znaczy” – 3:30
14. „Czy ktoś z was mieszkał w beczce?” – 2:35
15. „Kochaj mnie” – 3:16
16. „To ty w moim mieście” – 3:14

### Nagrania z Wiesławem Czerwińskim, Sławą Czerkan iDaną Lerską[1][3]
1. „Uderzaj w mig” – 2:07
2. „Kiedy dziewczyna mówi nie” – 2:01
3. „Nie mam nikogo” – 3:15

### Nagrania zMichałem Hochmanem[1][3]
1. „Konik na biegunach” – 2:56
2. „Duży kwiat, mały świat” – 2:42
3. „Trzydziestego drugiego grudnia” – 2:09
4. „Melonik twist” – 2:55
5. „Szary miś” – 2:23

## Skład zespołu[3]
- Jerzy Szczęśniak – śpiew, gitara
- Piotr Raczew – gitara
- Marek Zarzycki – śpiew, gitara basowa
- Marek Rosiński – perkusja

## Soliści współpracujący z zespołem[3]
- Wiesław Czerwiński – śpiew, pianino (17-18)
- Sława Czerkan – śpiew (18)
- Dana Lerska – śpiew (19)
- Michał Hochman – śpiew (20-24)

## Opracowanie
- Redakcja, mastering, opracowanie graficzne – Paweł Nawara
- Koordynator projektu – Marek Trepko
- Kolorowanie i obróbka zdjęć – Katarzyna Jasińska